# Stefano Durazzo (Doge)

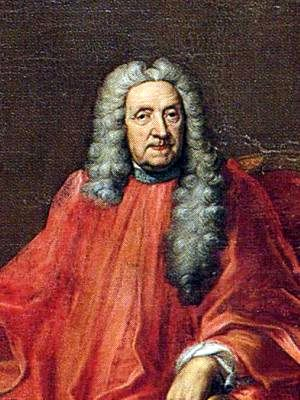
Stefano Durazzo

Familienwappen

Stefano Durazzo (getauft am 5. November 1668 in Genua; † 24. Januar 1744 ebenda) war der 152. Doge von Genua und König von Korsika.

## Leben
Durazzo war der Sohn von Pietro Durazzo, der zwischen 1685 und 1687 Doge von Genua war, und dessen Frau Violante Garbarino. Seine Taufe fand am 5. November 1668  in Santa Sabina statt.
Am 13. Februar 1713 heiratete er die achtzehnjährige Benedettina Durazzo. Mit ihr hatte er fünf Kinder: Pietro Francesco (* 1717); Nicolò Francesco (* 1719), Jesuit; Cesare Lorenzo (* 1720); Violante (* 1722), Ehefrau von Giacomo Antonio Balbi und Maria Aurelia (1725), bekannt als Lilla, Ehefrau von Giacomo Filippo Carega.
Zusammen mit seinem Bruder Cesare absolvierte er sein schulisches Studium an der Adligenschule in Mailand und besuchte in seiner Jugend eine Militärakademie. Zwischen 3. Februar 1734 und 3. Februar 1736 war er Doge der Stadt Genua und König von Korsika.